# Адельгейм Тамара Фрідріхівна
Адельгейм Тамара Фрідріхівна (13 [26] квітня 1904, Київ — 11 травня 1979, Синельникове) — радянська акторка.

## Біографія
Народилась у Києві в єврейській родині. Батько — Фрідріх Яковлевич Адельгейм (1878—1937), з купецької родини, був юрисконсультантом на заводі ім. Старостіна в Одесі, репресований і розстріляний у 1937 році; реабілітований у 1957 році. Мати — Галина Яковлевна Адельгейм (у другому шлюбі — Шварцборт), домогосподарка. Тамара була внучатою племіннецею акторів братів Адельгеймів.
У 1922 році вступила до Одеської музичної академії Суспільства музичних діячів. У 1923 році переїхала в Москву, де навчалась у кіностудії «Новь», згодом у першій московській колективній кіностудії у Михайла Ромма. Зйомки у фільмах починала у 1924 році з епізодичних ролей. У 1925 році зіграла першу значиму роль Бейли у фільмі Олексія Грановського «Єврейське щастя» за мотивами творів Шолом-Алейхема.
У 1941 році разом з кіностудією «Мосфільм» була евакуйована в Алма-Ату, виступала у військових госпіталях. У 1943 році повернулась в Москву, виступала на естраді і як майстер художнього слова (скетчі «Чужа бабуся», «Ваня і Таня», «Достовірне джерело»). У 1950-ті роки стала постановником власної програми-кінонарису «Дорога світу».
Останні роки життя провела у московському Будинку ветеранів кіно. Померла 11 травня 1979 року коли поверталась з відпочинку у Сочі на залізничній станції в Синельникове, де і похована.

## Фільмографія
- 1924 — Аеліта
- 1925 — Єврейське щастя — Бейла
- 1926 — Зрадник — дівчинка Ліля
- 1926 — Блукаючі зірки
- 1927 — Його високоповажність
- 1928 — Гафір і Маріам — Маріам
- 1928 — Хочу бути льотчицею — Таня
- 1930 — П'ять наречених — Мірра (перша неречена)
- 1933 — Кохання — подруга журналістки
- 1939 — Золотий ключик — Мальвіна

## Особисте життя
- Перший чоловік — Херсонський Хрисанф Миколайович, критик, драматург і прозаїк.
- Другий чоловік — Олександр Леонідович Соловьйов (1898—1973), кінорежисер.